# 숲 (기업)
숲(이전 사명: 아프리카TV)은 대한민국의 1인미디어 플랫폼 기업이다. 정찬용 대표이사 체제이다. 현재 인터넷 방송국 아프리카TV를 운영하고 있다.
1996년 인터넷 업체인 (주)나우콤으로 창립되었다.
2008년 1월, 보안서비스 업체인 (주)윈스테크넷에 합병되었고, 사명은 나우콤을 그대로 유지하기로 하였다.
2011년 1월, 나우콤 보안-인터넷사업부분(SNIPER IPS/IDS, SNIPER DDX, SNIPER WAF, SNIPER WMS, SNIPER ESM, SecureCast, iTMS, TSMA, 등 종합 보안솔루션을 서비스) 기업분할하기로 했으며, 같은 해 6월에는 문용식 사장이 민주당 유비쿼터스위원회 위원장으로 취임하면서 사임, 김윤영 전 CFO가 대표이사에 취임하고 문용식 사장은 이사회 의장으로 물러났다. 7월, 제타미디어로 일부 사업(PD박스, 클럽박스)이 분사하고 12월에 서수길 신임 대표이사 선임되었다.
2013년 3월 29일에는 나우콤에서 아프리카TV로 사명을 변경하였다.
2024년 3월 29일에는 아프리카TV에서 숲 SOOP로 사명을 변경하였다.

## 서비스

### 인터넷 사업
- SOOP KR
- SOOP Global